# Corrèze (Corrèze)
Corrèze (in occitano Corresa) è un comune francese di 1 208 abitanti situato nel dipartimento della Corrèze nella regione della Nuova Aquitania.

## Società

### Evoluzione demografica
Abitanti censiti